# ジェデイ
ジェデイ（モンゴル語: J̌edei、中国語: 者台、生没年不詳）は、モンゴル帝国に仕えたマングト部出身の左翼千人隊長。チンギス・カンの末子のトルイの王傅に任ぜられ、トルイ家（トルイ・ウルス）の筆頭御家人として知られていた。
『元朝秘史』などの漢文史料では者台(zhĕtái)、『集史』などのペルシア語史料ではجدی(Jadī Nūyān)と記される。

## 概要
ジェデイの出自について、『集史』「マングト部族志」は次のような逸話を伝えている。12世紀末、モンゴル部ではテムジン（後のチンギス・カン）率いるキヤト氏とタイチウト氏という2大勢力の主導権争いが激化しており、モンゴル部内の諸氏族は2大勢力のどちらに味方するかの選択を迫られていた。この頃、マングト部にとある三兄弟がおり、長兄と次兄はタイチウト氏側につくことを主張したが、末弟のみは兄たちに逆らってキヤト氏側につくことを主張した。怒った長兄と次兄は末弟を殺してしまい、これを知った末弟の妻は息子をつれて実家のバルグト部に逃れた。後の禍になることをおそれた長兄と次兄はバルグト部を訪れて甥を殺そうとしたが、羊綿や釜の中に隠された子供を見つけることができず、子供は生き延びることができた。
後にバルグト部の者たちは成長した子供をジェデイと名付け、チンギス・カンの下に送り届けた。ジェデイの出自を知ったチンギス・カンはジェデイを臣下として特別に眼をかけ、ジェデイはモンゴル部の中で高位御家人の地位にまで上り詰めた。チンギス・カンはタイチウト氏を中心とする敵対勢力を滅ぼすと、タイチウト氏に味方していたマングト部・ウルウト部の生き残りをジェデイに授け、この領民を元にジェデイはモンゴル帝国の中核たる千人隊長（ミンガン）に任ぜられた。
モンゴル帝国の建国後、ジェデイはチンギス・カンの末子のトルイの王傅を務めていたことで知られる。元来、モンゴルには成人した子供達は父親の財産を一部分与されて順次独立してゆき、最後に残った末子が父親の残した財産を継承する「末子相続」という風習が存在していた。チンギス・カン家でもこの風習を踏まえた相続がなされ、トルイの兄のジョチ、チャガタイ、オゴデイらが父の生前にそれぞれ4つの千人隊を分与されて独立したウルス（ジョチ・ウルス、チャガタイ・ウルス、オゴデイ・ウルス）を形成したのに対し、末子のトルイは父の死後に残された中軍（yeke qol）を相続するよう定められていた。
そのため、厳密な意味ではチンギス・カンの存命中は「トルイ・ウルス」は存在しなかったはずであるが、ジェデイのみはチンギス・カン存命中からトルイの王傅に命じられトルイに仕えていた。ジェデイとトルイの関係について、『元朝秘史』は次のような逸話を伝えている。ある時チンギス・カンによって滅ぼされたタタル部の残党が偶然見かけたトルイを殺害しようとした時、近くに居たボロクルの妻のアムニと、ジェデイとジェルメの3名によってトルイは救われたという。『集史』「マングト部族志」によると、ジェデイは第2代皇帝オゴデイの治世までは存命で、第5代皇帝クビライの治世には孫のマングタイが地位を継承していたという。